# Mariano González Sámano
Mariano González Sámano (Valladolid, 2 de julio de 1806-Valladolid, 1862) fue un médico español.

## Biografía
Nació en Valladolid el 2 de julio de 1806, hijo del médico Bonifacio González. Hechos los estudios de filosofía emprendió en la universidad de su ciudad natal los de medicina y recibió el grado de licenciado en el Real Colegio de Cirugía de San Carlos; obtuvo el doctorado en 1841 en Valladolid. Ocupó la plaza de médico titular en Cevico de la Torre, Buitrago, Torrelaguna, Dueñas y Alfaro, además de ejercer en Cubo de la Solana y Riaza. En 1849 fue nombrado catedrático de Obstetricia y Cirugía Legal en la facultad de Barcelona. Desde allí se trasladó sucesivamente a Salamanca, Santiago de Compostela y Valladolid, donde explicaba Patología Médica.  Fue condecorado con las cruces de Epidemias y de la Beneficencia por sus servicios durante las epidemias de cólera. Asimismo, fue socio correspondiente de las academias de medicina de Castilla la Vieja, Castilla la Nueva, Aragón, Cádiz y del Instituto Médico Español.
Fue el editor y redactor único del periódico El Divino Valles, que apareció en 1849. Publicado cuatro veces al mes, los números salían en Barcelona o en aquellos puntos donde residiera González Sámano. Estaba dedicado a asuntos profesionales, reformas en la enseñanza, defensa de médicos de partido y biobibliografías de médicos notables. También escribió libros sobre el cólera, una Refutación de la piretología de Broussais y Compendio histórico de la medicina española, un resumen de las obras de Antonio Hernández Morejón y Anastasio Chinchilla.
Falleció a causa de un cáncer de lengua en Valladolid en 1862.